# Guelta Zemmur
Guelta Zemmur, anche Guelta Zemmour o Gueltat Zemmour, in berbero stagno degli olivi, è un centro abitato del Sahara Occidentale prossimo al muro marocchino.
Guelta Zemmur è vicina al confine mauritano, con un percorso interrotto in quanto fra il Muro marocchino e il confine c'è la zona controllata dal Fronte Polisario e dalla Repubblica Democratica Araba dei Sahraui (RASD). Entrò a far parte ufficialmente della zona occupata dal Marocco nel settembre 1985 con la costruzione del quinto muro marocchino. Fa parte dell'interno della regione del Río de Oro. Nei suoi dintorni ci sono più centri abitati.
Guelta Zemmur è una daira della wilaya di Laayoune.

## Origini del nome
Il suo nome deriva da una guelta, una polla d'acqua, particolarmente pittoresca.

## Storia
Il villaggio, per la presenza di acqua superficiale nei suoi dintorni, è stato per secoli sui percorsi dei nomadi Sahrawi e luogo di accampamento per periodi non brevi.
Nella prima fase della guerra postcoloniale, Guelta fu un nodo importante per il Polisario per far sostare le popolazioni in fuga dai territori occupati dal Marocco e dalla Mauritania ed indirizzati verso Tindouf.
Il 28 novembre 1975, Guelta Zemmour era ancora saldamente in mano al Fronte Polisario, si svolse un'importante riunione della Djema'a, che precedentemente era filo-spagnola, poco dopo il congresso di Ain Ben Tili. Nel congresso svoltosi a Guelta vi fu la decisione storica della Djema'a di sciogliersi al fine di favorite la nascita ad un futuro governo del Sahara Occidentale. Pertanto si misero qui le basi di una separazione fra un Polisario movimento di liberazione combattente ed un separato, almeno dal punto di vista formale, governo e stato Sahrawi. La RASD fu proclamata l'anno successivo a Tindouf dove si creò il governo in esilio.
Guelta Zemmur fu occupato dall'esercito marocchino il 19 aprile 1976, fu una base delle Forze armate marocchine. Pur essendo presidiata dall'esercito marocchino fu sede di numerose e sanguinose battaglie. A fine marzo 1981, a Guelta Zemmur, un comandante del Fronte Polisario Lahbib Ayoub (o Lahbib Sidi Ahmed Lahbib Aouba) abbatté con dei lanciarazzi un C-130, due bombardieri F5 e un elicottero dell'armata marocchina. Un'ultima sanguinosa battaglia fu combattuta il 13 ottobre dello stesso anno. Come rappresaglia, l'aviazione marocchina bombardò Bou Lanouar ed iniziò un'importante controffensiva.
Attualmente Guelta Zemmour è una zona militare vietata ai turisti ed ai civili e rappresenta uno dei punti più importanti del muro marocchino, nella base si trova un'importante antenna satellitare e funziona da centro per le comunicazioni per le truppe dell'intera regione. È una delle zone più pesantemente minate.
Sidi Mohammed Daddach, è nato qui nel 1957. Raggiunse il Fronte Polisario nel 1973 e fu fatto prigioniero nel 1976. Fu arruolato di forza nella gendarmeria marocchina, disertò e fu condannato a morte. Dal 1980 è incarcerato con altri prigionieri politici sahrawi indipendentisti.
A sud della località si sono effettuati scavi di vestigia e tumuli preistorici e preislamici.

## Società

### Evoluzione demografica
I dati sono presi da fonti ufficiali. Vi è stata una forte sostituzione fra i residenti precedenti al 1975 con nuovi coloni marocchini.
Tabella abitanti:
| Anno              | Abitanti |
| ----------------- | -------- |
| 1994 (censimento) | 4.716    |
| 2004 (censimento) | 6.740    |

## Amministrazione

### Gemellaggi
- Bagno a Ripoli
- Quartiere 4 di Firenze